# Neobrachypterus grandis
Neobrachypterus grandis is een keversoort uit de familie bastaardglanskevers (Kateretidae). De wetenschappelijke naam van de soort werd in 1979 gepubliceerd door Jelinek.